# Ахмад аль-Мустансір Біллах
Абуль-Аббас Ахмад ібн аз-Захір аль-Мустансір Біллах, відомий як аль-Мустансір II (араб. أبو القاسم أحمد المستنصر; помер 1261) — перший з халіфів, поставлених в Каїрі мамлюкським султаном Єгипту Бейбарсом. Формально, він був продовжувачем династії аббасидських халіфів Багдада, знищений монголами у 1258 році. Фактично, «тіньові» халіфи в наступні століття були слухняними виконавцями волі султанів, обмежуючись відправленням придворного і релігійного церемоніалу.

## Поява в Каїрі
Після взяття Багдада військами Хулагу Ахмед, який був ув'язнений, був випущений і втік до арабів Іраку, звідки пройшов до Сирії. У Дамаску він з'явився як претендент на титул халіфа і був викликаний до Каїра, де опинився 9 червня 1261 року. За словами Абу-ль-Фіди, прибули «араби, і з ними людина чорного кольору шкіри, на ім'я Ахмед». Наслідуючи свідчення цих арабів, а також євнухів з Багдада, вище мусульманське духовенство визнало в ньому сина халіфа аз-Захіра (1225—1226). Щодо матері Ахмеда, говорили, що вона походила з Абіссінії (історик аз-Захабі), чим і пояснювали колір його шкіри.
Вже через чотири дні після прибуття новоявленому халіфу, який отримав титул «Імам аль-Мустансір Біллах», склав присягу «на Книзі Аллаха і сунні пророка його» султан Бейбарс. Аль-Мустансір, своєю чергою, затвердив султана у володінні всіма мусульманськими країнами, а також землями, які будуть відвойовані у «невірних» — хрестоносців і монголів. Швидкість, з якою був визнаний халіф, може бути пов'язана з тим, що водночас в Сирії з'явився інший кандидат на титул, аль-Хакім. Зрозуміло також бажання Бейбарса і як узурпатора, який убив свого попередника Кутуза, і як представника династії, яка забрала владу у Айюбідів, надати своєму правлінню легітимний характер, освятити його авторитетом духовного владики ісламського світу.
17 червня халіф прочитав хутбу (проповідь) у мечеті Каїрської Цитаделі. 4 липня на урочистій церемонії Бейбарс був одягнений в отриману від халіфа чорну (колір Аббасидів) джуббу, чалму з коштовностями та золоте намисто й оперезаний арабським мечем. Тоді ж була зачитана грамота, в якій перераховувалися країни які аль-Мустансір «дарував» султану: Єгипет, Сирія, Діярбакир, Хіджаз, Ємен і землі Євфрату разом з новими завоюваннями. Примітно, що в списку безпосередньо не згадувалася ас-Савахіль, тобто прибережна смуга, що продовжувала знаходиться під контролем християн. На той момент франки представляли для мамлюків значно меншу загрозу, ніж монголи, хоча останні й були розбиті у двох битвах у другій половині 1260 року, при Айн-Джалуті (3 вересня) і при Хомсі (11 грудня).

## Похід на Багдад
Потім аль-Мустансір став готуватися до походу на захоплений монголами Багдад. Бейбарс подарував йому скарбницю, сховище, комори для страв, напоїв та килимів; призначив імама, муедзина та інших посадових осіб; дав на службу близько сорока мамлюків, п'ятсот вершників і дозволив іктадарам в Іраку вирушити з халіфом, куди він забажає. Відомо, що в результаті Бейбарс витратив на халіфа 1060000 динарів. 2 вересня султан і халіф виступили з Каїра в Дамаск у супроводі трьох синів Бадр ад-Діна Лу'лу, останнього атабека Мосула; брати шукали допомоги султана у поверненні їх володінь — Мосула, Джазіри та Сінджара. Після прибуття в Дамаск Бейбарс розташувався в цитаделі, аль-Мустансір же — біля гробниці Насірія на горі Саліхія. 9 жовтня халіф із 300 вершників рушив із Дамаска до Євфрату. З ним були сини Бадр ад-Діна Лу'лу, а також мамлюкські загони емірів Балабана ар-Рашиді та Сункура ар-Румі, яким Бейбарс наказав супроводжувати аль-Мустансира до Євфрату, залишатися на його західному березі та переправлятися тільки у разі виникнення загрози для халіфа.
В Рахбі до аль-Мустансіра приєдналися 400 вершників-бедуїнів, але покинули сини мосульського атабека, які вирушили до своїх земель. На південь від міста Ана аль-Мустансір зустрів аль-Хакіма, претендента на титул халіфа, визнаного сирійським мамлюком-авантюристом Аккушем аль-Барлі. Аль-Хакіма супроводжувало близько 700 туркменських вершників, які, однак, перейшли на бік аль-Мустансіра, що довелося зробити й аль-Хакіму. Незабаром аль-Мустансіру підкорилася Ана і розташована південніше за течією Євфрату Хадіта. Просуваючись далі на південь, сили халіфа зайняли 25 листопада Хіт і зупинилися на нічліг на західному березі Євфрату навпроти Анбара (28 листопада). У ту ж ніч річку форсували монголи числом близько 6000 чоловік під командуванням Кара-Буки і Алі Бахадура Хорезмі, які підійшли з Багдада.
Вранці противники зійшлися в бою. Аль-Мустансір, розділивши свої скромні сили на 12 ескадронів (атлаб), поставив бедуїнів і туркменів по флангах, а сам із залишком війська розташувався в центрі. Монгольський воєначальник не допустив до бою мусульман, що були серед його воїнів, побоюючись, що їх повага до халіфа може вплинути на результат битви. Військо халіфа атакувало, змусивши монголів Алі Бахадура відступити. У відповідь виступив монгольський засідний загін і туркмени з бедуїнами побігли. Центр халіфського війська був розірваний на частини, і більшість воїнів загинуло. Доля самого аль-Мустансіра вірогідно невідома, але більшість джерел повідомляє, що йому вдалося втекти, а потім він зник зі сторінок історії. Аль-Хакім також зміг втекти з поля битви й дістатися до Сирії, а потім і до Каїра, де був проголошений новим халіфом 16 листопада 1262 року.